# 요르다니스 아렌시비아
요르다니스 아렌시비아 베르데시아(스페인어: Yordanis Arencibia Verdecia, 1980년 1월 24일~)는 쿠바의 유도 선수이다. 2004년과 2008년 하계 올림픽에서 남자 하프라이트급 동메달을 획득했으며 세계 유도 선수권 대회에서 메달 4개를 획득했다.